# Intschi

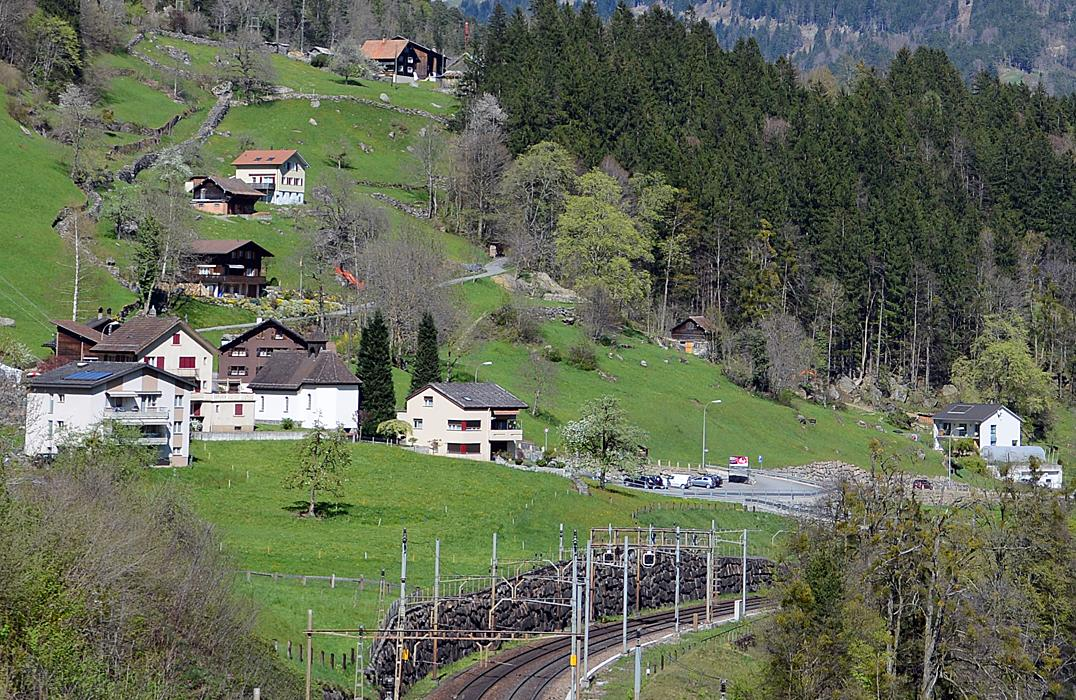

Intschi är en liten by i kommunen Gurtnellen i kantonen Uri, Schweiz. Från Intschi kan man åka gondolbana upp till sjön Arnisee. Orten har 130 invånare. 